# Bergasa
Bergasa è un comune spagnolo di 155 abitanti situato nella comunità autonoma di La Rioja.